# 黛西·迪克
黛西·迪克（英語：Daisy Dick，1972年3月29日—），英国女子马术运动员。她曾代表英国参加2008年夏季奥林匹克运动会马术比赛，获得团体三项赛铜牌和个人三项赛第28名。